# Lowrance
Lowrance ist ein Hersteller für Schiffselektronik. Gegründet wurde das Unternehmen 1957 von Darrell Lowrance. Heute ist Lowrance Teil des Elektronikkonzerns Navico. Bekannt wurde das Unternehmen mit Echoloten und Fischfindern. Weitere Produkte sind GPS-Geräte für Flugzeuge, Autos und Wanderer. Lowrance verkauft jährlich etwa 1 Million Produkte. Innovationen, Patente und Auszeichnungen werden besonders hervorgehoben.